# Wärmeleitfähigkeitsdetektor
Der Wärmeleitfähigkeitsdetektor (abgekürzt WLD oder TCD nach dem englischen Ausdruck Thermal Conductivity Detector) ist einer der wichtigsten Detektoren in der Gaschromatographie, der vor allem zum Nachweis und zur Quantifizierung von Permanentgasen, Kohlendioxid, Schwefeldioxid und Edelgasen eingesetzt wird. Das Messprinzip beruht auf der kontinuierlichen Messung der Wärmeleitfähigkeitsdifferenz des Probengasstroms gegenüber einem Referenzgasstrom.

## Historisches
Schon die Pioniere der Gaschromatographie (z. B. Erika Cremer) verwendeten in den späten 1940er Jahren im Versuchsaufbau Detektoren, die auf Wärmeleitfähigkeitsmessungen basierten. Die damals noch Katharometer genannten Geräte wurden ursprünglich für die Messung von Kohlendioxid in Verbrennungsabgasen entwickelt. Die Umsetzung des Messprinzips speziell für den Einsatz an Gaschromatographiesystemen wurde 1954 erstmals beschrieben und bis heute kontinuierlich weiterentwickelt.

## Funktionsprinzip

Funktionsschema eines WLD

Wärmeleitfähigkeitsdetektor in der klassischen Bauform – rot: Messgas, blau: Referenzgas, gold: elektrische Anschlüsse

Ein Wärmeleitfähigkeitsdetektor besteht aus einem thermostatisierten Metallblock mit zwei identisch aufgebauten Messzellen. Eine dieser Zellen wird von dem zu analysierenden Gas durchströmt, die andere Messzelle wird dauerhaft von reinem Gas durchströmt und dient zur Vergleichsmessung.
In beiden Zellen befindet sich jeweils ein Heizdraht (auch Filament genannt) aus Platin, Wolfram, Nickel oder deren Legierungen, der auf eine höhere Temperatur geheizt wird, als der ihn umgebende Detektorblock. Es findet daher ein kontinuierlicher Wärmestrom von den Heizdrähten durch die umhüllenden Gasströme zum Detektorblock statt, der von der Wärmeleitfähigkeit (und damit von der Zusammensetzung) der Gase abhängig ist.
Änderungen in der Zusammensetzung des Messgases verursachen daher Temperaturänderungen in der Messzelle und damit eine Änderung des elektrischen Widerstands in den Heizdrähten.
Da Mess- und Referenzzelle zu einer Wheatstoneschen Brückenschaltung zusammengeschlossen sind, lassen sich die Temperaturdifferenzen der Heizdrähte als Spannungsunterschied messen und aufzeichnen.
In einem Gaschromatographiesystem werden komplexe Substanzgemische aufgrund unterschiedlicher Eigenschaften der Einzelstoffe mithilfe eines Trägergasstroms in einer Trennsäule zeitlich aufgetrennt.
Beim Einsatz des WLDs als Detektor in der Gaschromatographie wird der Auslass der verwendeten Trennsäule mit einer der Messzellen verknüpft. Als Referenz wird das für die chromatographische Trennung genutzte Trägergas durch die andere Messzelle geführt.
Fließt durch die Messzelle reines Trägergas, sind die Wärmeleitfähigkeiten in Mess- und Referenzzelle gleich und es wird kein Signal gemessen. Ist dem Trägergas im Analysengasstrom jedoch ein Analyt beigemischt, so unterscheidet sich die Wärmeleitfähigkeit dieses Gasgemischs vom reinen Trägergas, was als Signal aufgezeichnet wird. Das so gemessene Signal ist dabei der Probenkonzentration im Trägergas proportional.

## Bauformen

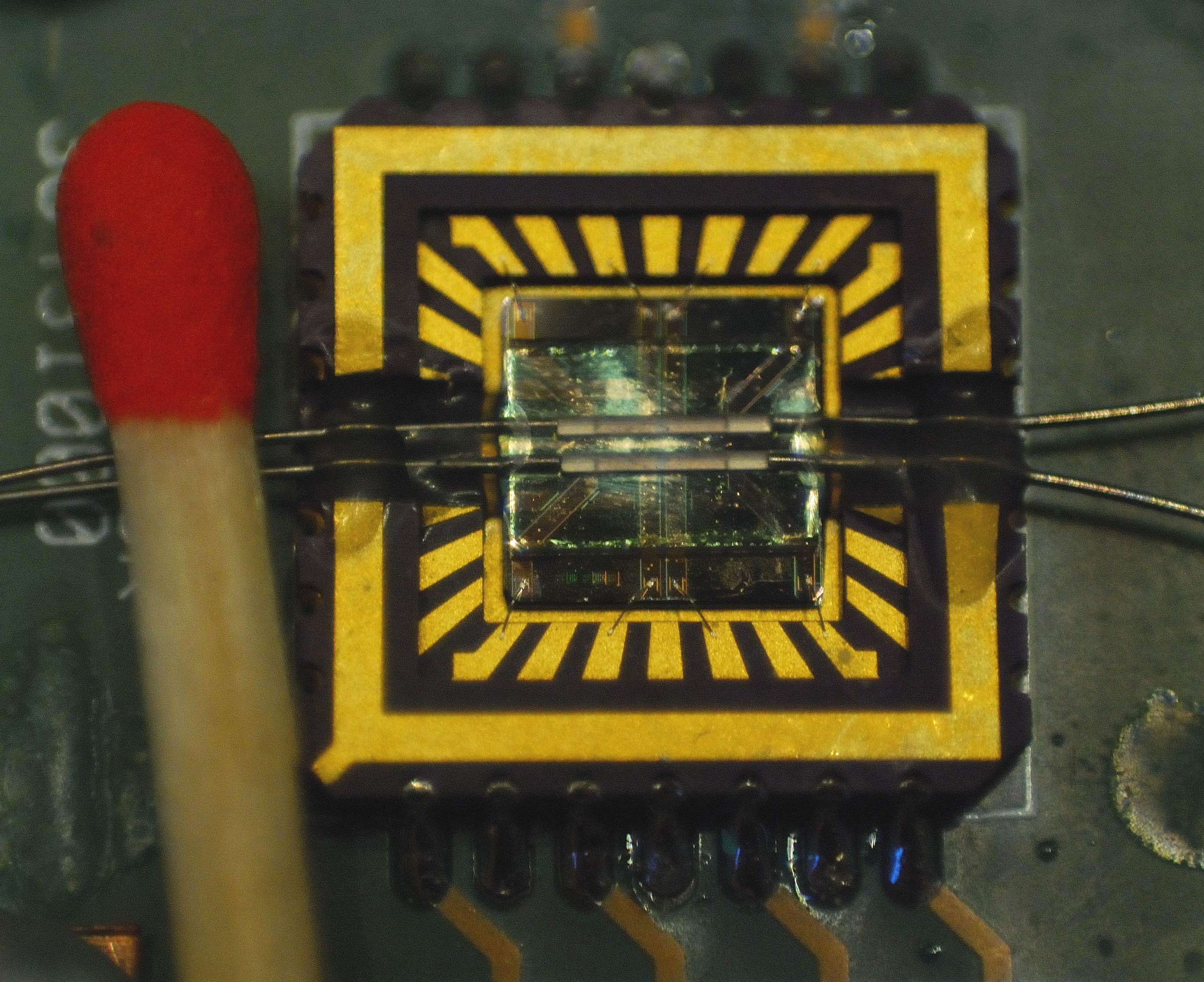
Mikro-WLD

Klassisch besteht der Detektor aus einem Edelstahlblock mit den beiden Messzellen, Verschraubungen für die Zu- und Ableitungen des Mess- und Referenzgases und den elektrischen Anschlüssen für die Filamente.
Die internen Volumina der Messzellen wurden an die üblichen Trägergasströmungen der damals in der Gaschromatographie als Trennsäulen verwendeten gepackten Glas- oder Metallsäulen (Innendurchmesser: 2–4 mm) angepasst. Die Flussraten für Säulen dieser Art liegen bei ca. 20–60 ml/min.
Die heute üblichen mikrogepackten Kapillarsäulen oder Kapillarsäulen (Innendurchmesser: 0,18–0,32 mm), die mit Flussraten von ca. 1–2 ml/min betrieben werden, können (ggf. mit entsprechenden Adaptern) trotzdem angeschlossen und verwendet werden, wenn vor dem Detektoreingang über ein T-Stück ein zusätzlicher Gasfluss eingespeist wird, das sogenannte Make-up-Gas. Hierdurch wird die Strömungsgeschwindigkeit in der Messzelle erhöht, um die nötige Zeitauflösung beizubehalten. Allerdings wird so auch die Konzentration der Analyten im Gasstrom verringert und die Empfindlichkeit der Nachweismethode reduziert.
Als Alternative zu den beiden durchströmten Messzellen wurde eine Variante entwickelt, bei der nur eine Messzelle verwendet wird, die im schnellen Wechsel von Messgas und Referenzgas durchströmt wird. Beide Gasströme werden hierbei über ein Ventil umgeschaltet.
Seit jüngerer Zeit wurden mit Hilfe der Mikrochip-Technologie auch miniaturisierte Detektoren (Mikro-WLDs) gebaut, die optimal für den Betrieb mit Kapillarsäulen geeignet sind, da sie mit geringeren Gasflussraten auskommen. Sie unterscheiden sich in der Nachweisempfindlichkeit nicht von den klassischen Bauform, lassen jedoch einen Wechsel von beschädigten Filamenten nicht mehr zu.

## Einsatzbereich
Alle Substanzen, die die Messzelle eines Wärmeleitfähigkeitsdetektors passieren, führen zu einem Detektorsignal. Daher gehört der WLD zu den universellen Detektoren. Er wird sowohl für den qualitativen Nachweis von Analyten eingesetzt wie auch zur Quantifizierung einzelner Stoffe.

### Qualitative Analysen
Als qualitative Analyse bezeichnet man die eindeutige Identifikation eines gesuchten Analyten in einer Probe. In der Gaschromatographie geschieht dies durch den Vergleich der Retentionszeit der zu untersuchenden Substanz mit einer bekannten Referenz, dem sogenannten Standard. Um einen eindeutigen Nachweis zu erhalten, ist auszuschließen, dass unter den vorliegenden Bedingungen andere Stoffe mit der gleichen Retentionszeit den Detektor passieren (Ko-Elution) und so zu einem falschen positiven Ergebnis führen. Mit dem Wärmeleitfähigkeitsdetektor als alleinigem Messsystem lässt sich dies nicht erreichen. Erst durch die zusätzliche Verwendung einer alternativen Detektionstechnik (z. B. Massenspektrometrie) kann Ko-Elution sicher ausgeschlossen werden.
Die Sensitivität des Detektors ist von vielen Faktoren abhängig. Wesentlich ist die Temperaturdifferenz zwischen den Filamenten und dem Gehäuse: der Detektor ist umso empfindlicher, je größer das Temperaturgefälle innerhalb des Detektors ist. Allerdings kann eine zu niedrig gewählte Temperatur des Detektorblocks dazu führen, dass Schwankungen in der Umgebungstemperatur sich auf die Messwerte auswirken, oder Analyten (wie z. B. Feuchtigkeit) können durch Kondensation in der Messzelle die Wärmeleitfähigkeit und damit das Messergebnis beeinflussen. Wird dagegen die Temperatur der Filamente zu hoch gewählt, sinkt deren Lebensdauer und das Risiko des Durchbrennens der Heizdrähte steigt. Üblicherweise werden Temperaturen von 80–120 °C für den Detektorblock und 150–250 °C für die Filamente verwendet.

### Quantitative Analysen
In der Regel wird der WLD nicht lediglich zur Identifikation von Analyten eingesetzt, sondern vor allem zur Quantifizierung der Bestandteile einer Probe. Dies ist möglich, weil das gemessene Detektorsignal zu der Probenkonzentration im Trägergas proportional ist. Um verlässliche Konzentrationsangaben aus den Messwerten ableiten zu können, muss eine Kalibrierung für jede Substanz erfolgen, die bestimmt werden soll. Hierfür werden zunächst eine Reihe Proben mit bekannten Konzentrationen gemessen und aus deren Ergebnissen eine mathematische Funktion ermittelt, mit deren Hilfe die auch die Umrechnung von Messwerten unbekannter Proben in die zugehörigen Konzentrationen erfolgen kann. In der Regel werden die Messwerte durch eine Gerade angenähert. Dieser sogenannte lineare Bereich des Detektors umfasst etwa 5 Zehnerpotenzen.
Bei organischen Verbindungen (wie z. B. den Kohlenwasserstoffen) sind die Wärmeleitfähigkeiten sehr ähnlich und stark unterschiedlich von den üblicherweise verwendeten Trägergasen. Bei analytischen Aufgabenstellungen dieser Art kann der WLD auch ohne Kalibrierung genutzt werden, weil die Konzentration eines einzelnen Analyten aus dem Verhältnis zur Summe aller Analyten abgeschätzt werden kann.
Die momentane technisch erreichbare Nachweisgrenze liegt bei ca. 1 ppm pro Substanz im Analysengas (das entspricht etwa 5–50 ng), d. h. aufgrund der gegenüber anderen Detektoren vergleichsweise geringen Nachweisempfindlichkeit ist der WLD nicht für die Spurenanalytik geeignet.
Alternative universelle Detektoren zum WLD für empfindlichere Analysen sind der gepulste Helium-Photoionisationsdetektor (PDD) und das Ionen-Mobilitäts-Spektrometer, mit denen Nachweisgrenzen im ppb-Bereich erreichbar sind.

### Detektierte Analyten
Obwohl der Wärmeleitfähigkeitsdetektor universell ist, wird er aufgrund der vergleichsweise geringen Sensitivität am häufigsten zur Analyse von Permanentgasen und Edelgasen eingesetzt.
Diese, aber auch die Stickstoff-, Kohlenstoff- und Schwefeloxide lassen sich kostengünstig nur mit diesem Detektortyp nachweisen.
Einschränkungen ergeben sich lediglich, wenn die Wärmeleitfähigkeiten von Trägergas und Analyt sich nicht wesentlich unterscheiden (wie z. B. bei Argon und Stickstoff) oder die Änderung der Wärmeleitfähigkeit des Gemischs einen Vorzeichenwechsel über den Zusammensetzungsbereich vollzieht (wie bei Wasserstoff und Helium). In der Praxis wird dann auf ein alternatives Trägergas ausgewichen.
Enthält das Analysengemisch korrosive Substanzen (z. B. Chlorwasserstoff, Cyanwasserstoff), kann die Lebensdauer der Filamente beeinträchtigt werden.

### Kopplungsmöglichkeiten
Da der WLD die Analyten bei der Detektion nicht zerstört, kann ihm noch ein weiterer Detektor nachgeschaltet werden, um zusätzlich spezifische Informationen über die nachgewiesenen Substanzen zu erhalten. Hierfür wird in der Regel ein Flammenionisationsdetektor (FID) oder ein Elektroneneinfangdetektor (ECD) verwendet. Diese Art von Kopplung wird auch als Tandem-Detektion bezeichnet.